# 東帝汶足球協會
東帝汶足球協會（葡萄牙語：Federação de Futebol de Timor-Leste）是專門管轄東帝汶足球事務的組織。該組織成立於2002年，並在同年加入亞洲足協。此外，該組織還是國際足協和東南亞足球協會的成員。

## 外部連結
- 國際足協網頁 （页面存档备份，存于）
- 亞洲足協網頁 （页面存档备份，存于）